# Patak-zengőlégy

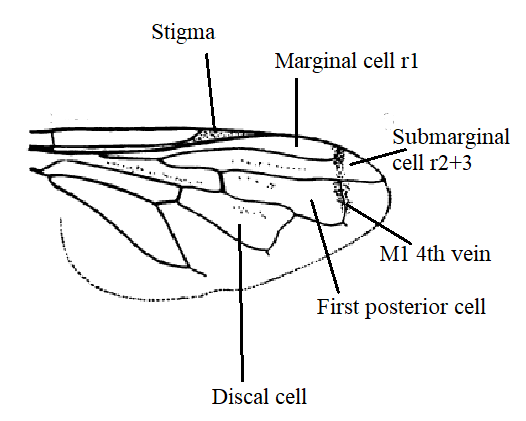
Szárnyának felépítése

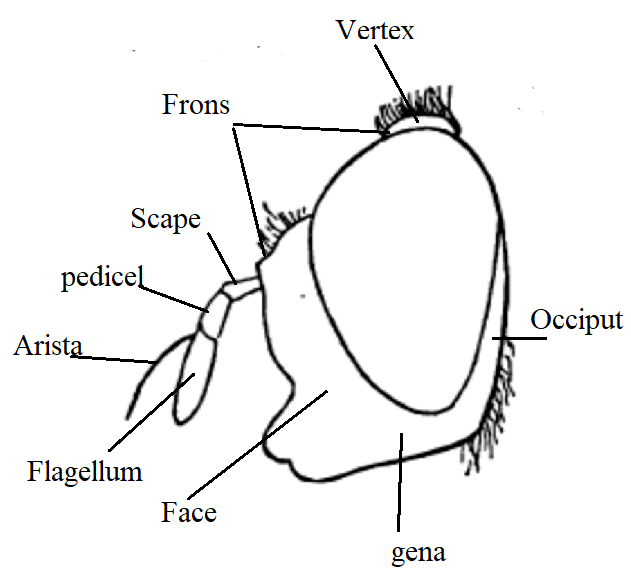
Fejének felépítése

A patak-zengőlégy (Orthonevra) a zengőlegyek (Syrphoidea) öregcsaládjában a névadó zengőlégyfélék (Syrphidae)család herelégyfélék (Eristalinae) alcsaládjában a fanedvlégy-rokonúak (Brachyopini) nemzetségének egyik neme a 2020-as évek közepére 59 leírt fajjal.

## Származása, elterjedése
A kozmopolita nem fajai a legtöbb szárazföldön megtalálhatók. A legtöbb leírt faj Észak-Amerikában és Európában él, de ebben nem csekély része lehet annak, hogy ezek légyfaunája viszonylag jól tanulmányozott. A földrajzi értelemben vett Európából 13 fajt ismerünk, közülük Magyarországon a 2010-es évek végéig tíz fajt írtak le:
- rövid csápú patak-zengőlégy (Orthonevra brevicornis),
- sávos szemű patak-zengőlégy (Orthonevra elegans),
- levágott csápú patak-zengőlégy (Orthonevra frontalis)
- sötét szárnyjegyű patak-zengőlégy (Orthonevra geniculata),
- bemetszett patak-zengőlégy (Orthonevra incisa ),
- lápi patak-zengőlégy (Orthonevra intermedia),
- boglárka patak-zengőlégy (Orthonevra nobilis),
- fekete patak-zengőlégy (Orthonevra plumbago),
- nagy patak-zengőlégy (Orthonevra splendens),
- hegyi patak-zengőlégy (Orthonevra tristis),.[1]

## Megjelenése, felépítése
Közepes vagy kisebb, fémeszöld–bronzszínű zengőlegyek. A hímek arca nem dudoros. Csápjuk harmadik íze meghosszabbodott. Szemük csupasz, a hímek szeme érintkezik. Szárnyuk felső csúcsharántere 90º-os szögben olvad be az r4+5 érbe vagy ellentétes irányú.
.

## Életmódja, élőhelye
Rövid légcsövű lárvái álló- és folyóvizek tápdús iszapjában fejlődnek.

## Válogatott fajai
- Orthonevra aenethorax Kohli, Kapoor & Gupta, 1988
- Orthonevra anniae (Sedman, 1966)
- Orthonevra argentina (Brèthes, 1922)
- Orthonevra auritarsis Brădescu, 1992
- Orthonevra bellula (Williston, 1882)
- Orthonevra brevicornis (Loew, 1843)
- Orthonevra ceratura (Stackelberg, 1952)
- Orthonevra chilensis (Thompson, 1999)
- Orthonevra elegans (Meigen, 1822)
- Orthonevra erythrogona (Malm, 1863)
- Orthonevra feei (Moran and Skevington, 2019)
- Orthonevra flukei (Sedman, 1964)
- Orthonevra frontalis (Loew, 1843)
- Orthonevra gemmula (Violovitsh, 1979)
- Orthonevra geniculata (Meigen, 1830)
- Orthonevra gewgaw (Hull, 1941)
- Orthonevra incisa (Loew, 1843)
- Orthonevra intermedia (Lundbeck, 1916)
- Orthonevra inundata (Violovitsh, 1979)
- Orthonevra karumaiensis (Matsumura, 1916)
- Orthonevra kozlovi (Stackelberg, 1952)
- Orthonevra labyrinthops (Hull, 1944j)
- Orthonevra minuta (Hull, 1945)
- Orthonevra montana Vujić, 1999
- Orthonevra neotropica (Shannon, 1925a)
- Orthonevra nigrovittata (Loew, 1876)
- Orthonevra nitida (Wiedemann, 1830)
- Orthonevra nitidula (Curran, 1925)
- Orthonevra nobilis (Fallén, 1817)
- Orthonevra onytes (Séguy, 1961)
- Orthonevra parva (Shannon, 1916)
- Orthonevra pictipennis (Loew, 1863)
- Orthonevra plumbago (Loew, 1840)
- Orthonevra pulchella (Williston, 1887)
- Orthonevra quadristriata (Shannon & Aubertin, 1933)
- Orthonevra robusta (Shannon, 1916)
- Orthonevra sachalinensis (Violovitsh, 1956)
- Orthonevra shannoni (Curran, 1925a)
- Orthonevra shusteri Brădescu, 1993
- Orthonevra sinuosa (Bigot, 1884)
- Orthonevra sonorensis (Shannon, 1964)
- Orthonevra stackelbergi Thompson & Torp, 1982
- Orthonevra stigmata (Williston, 1882)
- Orthonevra subincisa (Violovitsh, 1979)
- Orthonevra tristis (Loew, 1871)
- Orthonevra unicolor (Shannon, 1916)
- Orthonevra vagabunda (Violovitsh, 1979)
- Orthonevra varga (Violovitsh, 1979)
- Orthonevra weemsi (Sedman, 1966)

## Fordítás
Ez a szócikk részben vagy egészben  az   Orthonevra című angol Wikipédia-szócikk ezen változatának fordításán alapul.  Az eredeti cikk szerkesztőit annak laptörténete sorolja fel. Ez a jelzés csupán a megfogalmazás eredetét és a szerzői jogokat jelzi, nem szolgál a cikkben szereplő információk forrásmegjelöléseként.